# Epipocus balli
Epipocus balli är en skalbaggsart som beskrevs av Strohecker 1977. Epipocus balli ingår i släktet Epipocus och familjen svampbaggar. Inga underarter finns listade i Catalogue of Life.